# Legousia skvortsovii
Legousia skvortsovii är en klockväxtart som beskrevs av Proskur. Legousia skvortsovii ingår i släktet venusspeglar, och familjen klockväxter.
Artens utbredningsområde är Turkmenistan. Inga underarter finns listade i Catalogue of Life.